# Lijst van nummer 1-hits in de Nederlandse Single Top 100 in 1985
Deze hits stonden in 1985 op nummer 1 in de Nationale Hitparade, de voorloper van de huidige Nederlandse Single Top 100.
| Nummer | Datum        | Artiest                   | Titel                          |
| ------ | ------------ | ------------------------- | ------------------------------ |
| 263    | 5 januari    | Band Aid                  | Do they know it's Christmas?   |
|        | 12 januari   | Band Aid                  | Do they know it's Christmas?   |
| 264    | 19 januari   | Murray Head               | One night in Bangkok           |
|        | 26 januari   | Murray Head               | One night in Bangkok           |
| 265    | 2 februari   | Tears for Fears           | Shout                          |
|        | 9 februari   | Tears for Fears           | Shout                          |
|        | 16 februari  | Tears for Fears           | Shout                          |
|        | 23 februari  | Tears for Fears           | Shout                          |
|        | 2 maart      | Tears for Fears           | Shout                          |
| 266    | 9 maart      | André Hazes               | Ik meen 't                     |
|        | 16 maart     | André Hazes               | Ik meen 't                     |
| 267    | 23 maart     | Commodores                | Nightshift                     |
|        | 30 maart     | Commodores                | Nightshift                     |
| 268    | 6 april      | USA for Africa            | We are the world               |
|        | 13 april     | USA for Africa            | We are the world               |
|        | 20 april     | USA for Africa            | We are the world               |
|        | 27 april     | USA for Africa            | We are the world               |
|        | 4 mei        | USA for Africa            | We are the world               |
|        | 11 mei       | USA for Africa            | We are the world               |
|        | 18 mei       | USA for Africa            | We are the world               |
|        | 25 mei       | USA for Africa            | We are the world               |
|        | 1 juni       | USA for Africa            | We are the world               |
| 269    | 8 juni       | Paul Hardcastle           | 19                             |
|        | 15 juni      | Paul Hardcastle           | 19                             |
|        | 22 juni      | Paul Hardcastle           | 19                             |
|        | 29 juni      | Paul Hardcastle           | 19                             |
| 270    | 6 juli       | Bruce Springsteen         | I'm on fire                    |
|        | 13 juli      | Bruce Springsteen         | I'm on fire                    |
| 269    | 20 juli      | Paul Hardcastle           | 19                             |
| 270    | 27 juli      | Bruce Springsteen         | I'm on fire                    |
| 271    | 3 augustus   | Benny Neyman              | Waarom fluister ik je naam nog |
|        | 10 augustus  | Benny Neyman              | Waarom fluister ik je naam nog |
| 272    | 17 augustus  | Baltimora                 | Tarzan boy                     |
| 273    | 24 augustus  | Madonna                   | Into the groove                |
|        | 31 augustus  | Madonna                   | Into the groove                |
|        | 7 september  | Madonna                   | Into the groove                |
| 274    | 14 september | Mick Jagger & David Bowie | Dancing in the street          |
|        | 21 september | Mick Jagger & David Bowie | Dancing in the street          |
|        | 28 september | Mick Jagger & David Bowie | Dancing in the street          |
| 275    | 5 oktober    | Gerard Joling             | Ticket to the tropics          |
|        | 12 oktober   | Gerard Joling             | Ticket to the tropics          |
| 276    | 19 oktober   | Nana Mouskouri            | Only love                      |
|        | 26 oktober   | Nana Mouskouri            | Only love                      |
|        | 2 november   | Nana Mouskouri            | Only love                      |
|        | 9 november   | Nana Mouskouri            | Only love                      |
|        | 16 november  | Nana Mouskouri            | Only love                      |
| 277    | 23 november  | a-ha                      | Take on me                     |
| 278    | 30 november  | Lionel Richie             | Say you, say me                |
| 279    | 7 december   | Elton John                | Nikita                         |
|        | 14 december  | Elton John                | Nikita                         |
|        | 21 december  | Elton John                | Nikita                         |
|        | 28 december  | Elton John                | Nikita                         |